# ماریوش پودکوشکیلنی
ماریوس پودکوشکیلنی (به انگلیسی: Mariusz Podkościelny) (زادهٔ ۲۹ آوریل ۱۹۶۸) شناگر اهل لهستان است.